# Kristof D'haene
Pour les articles homonymes, voir D'Haene.
Kristof D'haene, né le 6 juin 1990 à Courtrai, est un footballeur belge. Il peut évoluer comme arrière latéral gauche ou comme milieu de terrain gauche.

## Carrière
En 1997, Kristof D'haene rejoint le petit club de Stasegem, qu'il quitte en 2001 pour rejoindre le KRC Harelbeke. À la faillite de ce dernier en 2003, il s'affilie à l'Excelsior Mouscron, où il reste jusqu'à l'âge de seize ans. Il rejoint alors les juniors du FC Bruges, où il intègre par la suite le noyau espoirs. En 2010, à la suite du refus de la direction du Club de l'intégrer au noyau de l'équipe première, il déménage chez les voisins du Cercle.
Kristof D'haene joue son premier match officiel le 22 juillet 2010 face au TPS Turku au deuxième tour préliminaire de la Ligue Europa 2010-2011, en remplaçant Frederik Boi à un quart d'heure du terme. Le 1er août, il dispute son premier match en championnat face au Sporting de Charleroi. Au fil de la saison, il gagne une place de titulaire sur le flanc gauche brugeois, et participe à trente rencontres de championnat, play-offs compris. Lors du second derby brugeois de la saison le 21 novembre, il inscrit le seul but du match et offre la victoire à ses couleurs, ce qui fait du Cercle « het ploeg van 't stad » (l'équipe de la ville en néerlandais), les vert et noir ayant remporté les deux duels de la saison.
À l'entame de la saison 2011-2012, il est confirmé en tant que titulaire, et prend part à la quasi-totalité des matches de l'équipe.

## Statistiques
| Saison                | Club                  | Championnat           | Championnat | Championnat | Coupe(s) nationale(s) | Coupe(s) nationale(s) | Compétition(s) continentale(s) | Compétition(s) continentale(s) | Compétition(s) continentale(s) | Total | Total |
| Saison                | Club                  | Division              | M.          | B.          | M.                    | B.                    | Comp.                          | M.                             | B.                             | M.    | B.    |
| 2010-2011             | Cercle Bruges KSV     | Division 1            | 30          | 3           | 5                     | 2                     | C3                             | 3                              | 0                              | 38    | 5     |
| 2011-2012             | Cercle Bruges KSV     | Division 1            | 23          | 3           | 2                     | 0                     | -                              | -                              | -                              | 25    | 3     |
| Sous-total            | Sous-total            | Sous-total            | 53          | 6           | 7                     | 2                     | -                              | 3                              | 0                              | 63    | 8     |
| Total sur la carrière | Total sur la carrière | Total sur la carrière | 53          | 6           | 7                     | 2                     | -                              | 3                              | 0                              | 63    | 8     |